# Stazione di Colonnata
La stazione di Colonnata era una stazione ferroviaria posta sulla ferrovia Marmifera Privata di Carrara al servizio del bacino marmifero di Colonnata, nel comune di Carrara, nell'area del parco naturale regionale delle Alpi Apuane. Era configurata come stazione di diramazione per la stazione di Tarnone e il bacino di Gioia.

## Storia
La stazione risultava in progetto nel 1881 come parte dei tratti di linea da Tarnone,  per le vallate di Ravaccione e del Canalgrande, inizialmente pensate a trazione animale. Venne inaugurata il 15 maggio 1890, in concomitanza all'apertura al servizio del secondo ampliamento della ferrovia.
Venne soppressa il 15 maggio 1964 a causa della chiusura dell'intera infrastruttura dovuta alla concorrenza del traffico su gomma.

## Strutture e impianti
L'impianto era situato nei pressi dell'abitato di Colonnata, a 443 m s.l.m., disponeva di un fabbricato di servizio per la gestione del movimento e di alcuni binari di scalo per i convogli marmiferi. In seguito alla chiusura della linea, il fabbricato è stato interrato e l'area del piazzale binari trasformata in parcheggio.
Risultava collegata tramite un piano inclinato alla cava in località Fontana.

## Movimento
La stazione venne interessata, nei suoi anni di servizio, dal solo traffico merci del marmo in quanto sulla linea non si effettuava regolarmente servizio viaggiatori.